# Vergaville
Vergaville és un municipi francès situat al departament del Mosel·la i a la regió del Gran Est. L'any 2007 tenia 563 habitants.

## Demografia

### Població
El 2007 la població de fet de Vergaville era de 563 persones. Hi havia 232 famílies, de les quals 56 eren unipersonals (24 homes vivint sols i 32 dones vivint soles), 84 parelles sense fills, 76 parelles amb fills i 16 famílies monoparentals amb fills.
La població ha evolucionat segons el següent gràfic:
Habitants censats

### Habitatges
El 2007 hi havia 258 habitatges, 233 eren l'habitatge principal de la família, 4 eren segones residències i 21 estaven desocupats. 233 eren cases i 24 eren apartaments. Dels 233 habitatges principals, 205 estaven ocupats pels seus propietaris, 21 estaven llogats i ocupats pels llogaters i 7 estaven cedits a títol gratuït; 1 tenia una cambra, 6 en tenien dues, 17 en tenien tres, 44 en tenien quatre i 165 en tenien cinc o més. 175 habitatges disposaven pel capbaix d'una plaça de pàrquing. A 92 habitatges hi havia un automòbil i a 111 n'hi havia dos o més.

### Piràmide de població
La piràmide de població per edats i sexe el 2009 era:
| Homes | Edats   | Dones |
| ----- | ------- | ----- |
| 0     | 95 o +  | 4     |
| 0     | 90 a 94 | 0     |
| 0     | 85 a 89 | 8     |
| 0     | 80 a 84 | 0     |
| 12    | 75 a 79 | 24    |
| 8     | 70 a 74 | 24    |
| 16    | 65 a 69 | 12    |
| 8     | 60 a 64 | 8     |
| 24    | 55 a 59 | 16    |
| 16    | 50 a 54 | 8     |
| 20    | 45 a 49 | 32    |
| 16    | 40 a 44 | 12    |
| 32    | 35 a 39 | 32    |
| 24    | 30 a 34 | 12    |
| 16    | 25 a 29 | 8     |
| 24    | 20 a 24 | 16    |
| 16    | 15 a 19 | 24    |
| 12    | 10 a 14 | 24    |
| 12    | 5 a 9   | 16    |
| 4     | 0 a 4   | 12    |

## Economia
El 2007 la població en edat de treballar era de 353 persones, 252 eren actives i 101 eren inactives. De les 252 persones actives 234 estaven ocupades (129 homes i 105 dones) i 18 estaven aturades (6 homes i 12 dones). De les 101 persones inactives 36 estaven jubilades, 26 estaven estudiant i 39 estaven classificades com a «altres inactius».

### Ingressos
El 2009 a Vergaville hi havia 232 unitats fiscals que integraven 581,5 persones, la mediana anual d'ingressos fiscals per persona era de 17.716 €.

### Activitats econòmiques
Dels 9 establiments que hi havia el 2007, 1 era d'una empresa extractiva, 1 d'una empresa alimentària, 2 d'empreses de fabricació d'altres productes industrials, 1 d'una empresa de construcció, 2 d'empreses de comerç i reparació d'automòbils, 1 d'una empresa de transport i 1 d'una empresa classificada com a «altres activitats de serveis».
L'únic servei als particulars que hi havia el 2009 era un electricista.
L'únic establiment comercial que hi havia el 2009 era una carnisseria.
L'any 2000 a Vergaville hi havia 9 explotacions agrícoles que ocupaven un total de 1.068 hectàrees.

## Equipaments sanitaris i escolars
El 2009 hi havia una escola elemental.

## Poblacions més properes
El següent diagrama mostra les poblacions més properes.